# Camill Leberer
Camill Leberer (* 1953 in Kenzingen) ist ein deutscher Bildhauer, Fotograf und Maler. Er lebt in Stuttgart.

## Leben und Werk
Camille Leberer studierte von 1978 bis 1984 an der Staatlichen Akademie der Bildenden Künste Stuttgart. 1984 erhielt er ein Stipendium der Kunststiftung Baden-Württemberg. 1987/1988 dozierte er an der Fachhochschule für Gestaltung Pforzheim. Noch im Jahr 1988 erhielt er ein Villa-Massimo-Stipendium. Von 1991 bis 1992 war er Gastprofessor an der Staatlichen Akademie der Bildenden Künste Stuttgart. 2009 wurde Camill Leberer in die Stiftung für Konkrete Kunst und Design Ingolstadt aufgenommen. Im April 2011 wurde er für eine vierjährige Amtszeit zum 1. Vorsitzenden des Künstlerbundes Baden-Württemberg gewählt, legte nach Meinungsverschiedenheiten diese Tätigkeit aber schon bald wieder nieder. Leberer lebt und arbeitet in Stuttgart.
Camill Leberer war von 1997 bis 2002 Vorstandsmitglied des Deutschen Künstlerbundes. Zwischen 1987 und 2003 nahm er an vier großen Jahresausstellungen des DKB teil.
Seine Arbeiten sind unter anderem in der Sammlung Maximilian und Agathe Weishaupt, im Museum im Kulturspeicher, Museum für Konkrete Kunst und im Museum Pfalzgalerie Kaiserslautern zu finden.
Camill Leberers Werke verhandeln die Grenzgänge zwischen Malerei und Skulptur. Zu seinen wichtigsten Arbeitsmaterialien zählen Eisen, Farbe und Glas. Anhand dieser Stoffe untersucht der Künstler formelle Erscheinungsformen, wie Licht und Raum, Dynamik und Ruhe sowie Offenheit und Geschlossenheit in zwei- und dreidimensionalen Werkbereichen. So kommen neben seinem prominenten bildhauerischen Œuvre auch Zeichnungen, Malereien und Fotografien hinzu. Gerade in seinen zweidimensionalen Arbeiten wird die kategoriale Trennung von Fläche und Raum aufgelöst und die Fläche selbst als raumhaltig begriffen. Durch den Einsatz transparenter und spiegelnder Flächen – beispielsweise aus Glas, Kunststoff oder Metall – bezieht Leberer den Realraum konsequent mit in die Bildfläche ein.
Auch Leberers Plastiken erschließen Raum aus der Flächigkeit. Mittels orthogonaler Rahmenstrukturen konstruiert der Künstler zumeist aus rechtwinkligen Flächenelementen quaderförmige Objektkörper. Auf Grund dieser Plastiken untersucht Leberer den Raum und befragt Bedingungen für Vorstellungen, Wahrnehmungen und Erkenntnisse vom Raum. Die alltägliche Vertrautheit mit dem Raum steht zur Disposition und lotet neue Perspektiven für einen ungewohnten Ereignisraum aus.

## Ausstellungen

### Einzelausstellungen (Auswahl)
- 1990: Kunsthalle Göppingen / Heidelberger Kunstverein / Kunsthalle Wilhelmshaven
- 1991: Villa Massimo, Rom / Kunstverein Bochum
- 1992: Galerie A. Thieme, Darmstadt / Städtische Galerie Ravensburg
- 1993: Kunstverein Wilhelmshöhe Ettlingen / Galerie Erhard Witzel, Wiesbaden
- 1994: Galerie A. Thieme, Darmstadt / Städtische Galerie Würzburg / Städtische Galerie, Villingen-Schwenningen
- 1995: Pfalzgalerie Kaiserslautern / Galerie Tilly Haderek, Stuttgart / Galerie Erhard Witzel, Wiesbaden
- 1996: Institut für moderne Kunst Nürnberg / Galerie Heinz Holtmann, Köln / Galerie der Stadt Stuttgart / Galerie Tilly Haderek, Stuttgart
- 1997: Kunstverein Braunschweig / Galerie Erhard Witzel, Wiesbaden / Bonner Kunstverein / Galerie A. Thieme, Darmstadt
- 1998: Kunsthalle Göppingen / Wassermann Galerie, München / Galerie Heinz Holtmann-KunstMitteBerlin, Berlin / Staatliche Kunsthalle Baden-Baden
- 1999: Museum Folkwang, Essen / Galerie Heinz Holtmann, Köln / Galerie Erhard Witzel, Wiesbaden
- 2000: Kunstverein Freiburg / Galerie E. Mack (mit Martin Noël) / Galerie A. Thieme, Darmstadt / Wassermann Galerie, München
- 2001: Galerie Beck + Priess, Berlin / Galerie P. Zimmermann, Mannheim / Wassermann Galerie, München / Galerie Heinz Holtmann, Köln
- 2002: Galerie Alber, Bregenz / Galerie Erhard Witzel, Wiesbaden
- 2002: Dommuseum Frankfurt
- 2009: Camill Leberer - Szenenwechsel, Museum für Konkrete Kunst, Ingolstadt
- 2010: Kunstmuseum Stuttgart, Stuttgart
- 2011: Insa Gallery, Seoul, KR
- 2013: Galerie der KSK Esslingen
- 2014: Erhard Witzel, München
- 2015: Galerie Bernd A. Lausberg, Düsseldorf
- 2016: Galerie am Klostersee, Lehnin
- 2017: Städt. Museum und Kunstverein Pforzheim
- 2017: Glanzstücke, Audi Museum Ingolstadt
- 2019: Tauchbad, Kunsthalle Göppingen
- 2023: Camill Leberer. Aus dem Echoraum, Museum Ritter, Waldenbuch

### Gruppenausstellungen (Auswahl)
- 2003: Herbarium der Blicke, Bundeskunsthalle, Bonn
- 2016: Der Künstler und sein Ich, Staatsgalerie Stuttgart[4]

## Auszeichnungen
- 1985: Preisträger im Forum Junger Kunst, Wolfsburg
- 1991: Förderpreis der Stadt Stuttgart
- 2008: Hofschneider-Preis für aktuelle Kunst der Kunststiftung Baden-Württemberg
- 2011: Artist in Residence an der Sanskriti Foundation, Neu-Delhi

## Werke in öffentlichen Sammlungen
- Stiftung für Konkrete Kunst und Design Ingolstadt
- Museum Biedermann, Donaueschingen
- Wassermann Galerie, München
- Sammlung Erhard Witzel, Wiesbaden und Quadrat Dornbirn, Österreich
- Sammlung der Nationalbank von Südkorea
- Museum Pfalzgalerie Kaiserslautern
- Kunstmuseum Stuttgart
- Museum Folkwang, Essen
- Kunstmuseum Bonn
- Pinakothek der Moderne, München
- Pforzheim Galerie[5]